# Matutina
Matutina este un oraș în Minas Gerais (MG), Brazilia.